# サールブール
サールブール （フランス語：Sarrebourg）は、フランス、グラン・テスト地域圏モゼル県のコミューン。ドイツ語名はザールブルク（Saarburg）。

## 地理
モゼル県南部、ザール川に面する都市で、重要なフランス軍駐屯地がある。フランス国鉄のパリ＝ストラスブール間、メス＝ストラスブール間、ナンシー＝バーゼル間といった重要な路線が通過する。

## 歴史
サールブールの歴史は、紀元前8世紀頃ザール川付近に定住した謎の民族から始まる。紀元20年頃Pons Saravilsと名づけられた町は、ローマ街道に面した重要な場所だった。
紀元235年頃、アレマンニ族とフランク族が侵入し、ほぼ完全にこの町を破壊しつくした。その後フランク族が定住地を再建した。962年、メス司教が、メスの通貨鋳造をサールブールに許可した。
12世紀から15世紀のサールブールはメス司教の所有となり、アルザスのキリスト教化中心地となった。1476年にはブルゴーニュ公軍に包囲されたが、ロレーヌ公ルネ2世によって解放された。三十年戦争の戦場となったサールブールは、劇的なまでに人口が減少した。ルイ14世の対外政策によって、神聖ローマ帝国に属していたロレーヌ公国はフランス王国領となった。
1851年、パリ＝ストラスブール間の鉄道開通により、サールブールにも鉄道が敷かれた。普仏戦争後のフランクフルト条約で、サールブールはドイツ帝国領となった。第一次世界大戦初期のサールブールは、フランス軍の最初の攻撃目標となり、両軍とも数千名の死者を出した。第二次世界大戦中は、マジノ線に駐屯する軍の基地が置かれた。

## 人口統計
2016年時点のコミューン人口は11987人で、2011年時点の人口より3.32%減少した。
| 1962年 | 1968年 | 1975年 | 1982年 | 1990年 | 1999年 | 2006年 | 2016年 |
| ------ | ------ | ------ | ------ | ------ | ------ | ------ | ------ |
| 11080  | 11423  | 12615  | 12699  | 13311  | 13330  | 12722  | 11987  |

参照元:1962年から1999年までは複数コミューンに住所登録をする者の重複分を除いたもの。それ以降は当該コミューンの人口統計によるもの。1999年までEHESS/Cassini、2006年以降INSEE

## 姉妹都市
- ザールブルク、ドイツ